# 小行星5823
小行星5823（5823 Oryo）是一颗围绕太阳公转的小行星。1989年12月20日，關勉在藝西天文台发现了此天体。
該小行星以日本幕末維新志士坂本龍馬的妻子楢崎龍命名。
这颗小行星的绝对星等为88.7380281015889等。